# Май-Май Ката Катанга
Май-Май Ката Катанга, также Май-Май Баката Катанга (Kata Katanga с суахили — «отрезать Катангу») — повстанческая группировка май-май в Демократической Республике Конго, выступающая за независимость провинции Катанга. Была сформирована вскоре после того, как лидер сепаратистов Гедеон Кьюнгу Мутанга сбежал из тюрьмы в сентябре 2011 года.
Группировка вела вооружённую борьбу против правительства ДР Конго. Самая крупная операция боевиков проведена 23 марта 2013 года, когда 200 повстанцев вошли в Лубумбаши, столицу провинции Катанга и второй по величине город страны. В район были введены миротворцы Организации Объединенных Наций, которые разгромили повстанцев и захватили часть из них в плен. В ходе этих событий по меньшей мере 35 человек погибли.
В августе 2013 года миссия ООН в ДР Конго (МООНСДРК) спасла 82 ребёнка, некоторым из которых было всего восемь лет, которые были насильно завербованы ополчением в качестве детей-солдат. Миротворцы заявили, что с начала года было освобождено в общей сложности 163 человека, включая 22 девочки.
С 2013 года активность Ката-Катанги начала снижаться. В октябре 2016 года лидер повстанцев и несколько сотен его бойцов сдали оружие. Группировка была переформирована в политическую партию — Движение африканских революционеров-независимцев (фр. Mouvement des Indépendantistes Révolutionnaires Africains).
Однако часть Ката Катанга продолжила борьбу. В течение 2019—2020 годов они провели несколько нападений.
29 января 2022 года около 100 повстанцев под командованием Гедеона захватили Митвабу; боевики воспользовались случаем, чтобы ещё раз заявить о намерении восстановить независимость Катанги.